# Hans Conrad Zander
Hans Conrad Zander (* 19. Oktober 1937 in Zürich) ist ein aus der Schweiz stammender deutschsprachiger Journalist und Schriftsteller. Er lebt seit den 1980er Jahren in Köln.

## Leben
Hans Conrad Zander stammt aus einer calvinistischen Kaufmannsfamilie. Mit 20 Jahren trat er in den katholischen Dominikanerorden ein, in dem er eine Tätigkeit als Prediger anstrebte. Nach drei Jahren verließ Zander den Orden und begann in Köln ein Studium der Soziologie, das er mit dem Grad eines licencié ès lettres abschloss. Anschließend war Zander journalistisch tätig: Ab 1973 verfasste er zahlreiche Hörfunk-Beiträge, meist zu historischen und theologischen Themen, für den Westdeutschen Rundfunk, später zeitweise auch Reportagen für die Illustrierte Stern. Einer seiner Beiträge für das ZeitZeichen über den französischen König Ludwig XIV. mit dem Titel Der König stinkt wurde von den Hörern so oft als Manuskript angefordert, dass er anlässlich einer Jubiläumssendung wiederholt wurde.
Hans Conrad Zander, der vor allem durch seine mild satirischen kirchen- und religionskritischen Glossen und Bücher bekannt geworden ist, lebt in Köln. 1983 erhielt er den Egon-Erwin-Kisch-Preis; 1995/96 war er Gastprofessor an der Universität-Gesamthochschule Essen.

## Inquisition
Im Jahr 2007 veröffentlichte Zander sein Buch Kurzgefasste Verteidigung der Heiligen Inquisition, eine nach Angaben des Autors „janusköpfige Satire“, in welchem er in bewusst überspitzter Weise die Inquisition als „fortschrittlich, frauenfreundlich, effizient, richtig und heilig“ bezeichnet. Zanders Beitrag zum Fall Galileo Galilei ist brisant, weil er die Verurteilung Galileis zu rechtfertigen versucht und Galilei als intellektuell minderbemittelt, geltungssüchtig und geldgierig charakterisiert. Galilei war im Jahr 1992 vom damaligen Papst rehabilitiert worden.

## Werke
- Napoleon in der Badewanne. Rowohlt, Hamburg 1979, ISBN 3-499-14390-9.
- Haus Himmelstür. (zusammen mit Georg Bungter). Janus, Köln 1981, ISBN 3-922607-03-9.
- Gottes unbequeme Freunde. Heilige für unsere Zeit. Gruner und Jahr (Stern Buch), Hamburg 1982, ISBN 3-570-04724-5.
- Von der rechten Art, den Glauben zu verlieren. Haus Grenzenlos, Koethel 1988, ISBN 3-925056-03-3.
- Minnesota in Köln. (zusammen mit Carl Brunn). Janus, Köln 1990, ISBN 3-922607-11-X.
- Die emanzipierte Nonne und andere Porträts von heiligen Individualisten. Kreuz, Stuttgart 1990, ISBN 3-7831-1024-6.
- Von der Religiosität der Katzen. 24 Sonntagsweisheiten. Gesammelte Werke Bd. 1. LIT, Münster 1990, ISBN 3-88660-516-7.
- Ecce Jesus: ein Anschlag gegen den neuen religiösen Kitsch. Rowohlt, Hamburg 1992, ISBN 3-498-07657-4.
- Zanderfilets: Eine Kulturgeschichte des Christentums in 25 Kabinettstücken. Kreuz, Stuttgart 1992, ISBN 3-7831-1207-9.
- König David im Café, höchst sonntägliche Weisheiten. Patmos, Düsseldorf 1994, ISBN 3-491-91000-5.
- Warum ich Jesus nicht leiden kann: Ein Anschlag gegen den neuen religiösen Kitsch. Rowohlt, Hamburg 1994, ISBN 3-499-19656-5. [Taschenbuchausgabe von „Ecce Jesus: ein Anschlag gegen den neuen religiösen Kitsch“ aus 1992]
- Wie der Erzbischof von Köln heiraten mußte. Das Beste aus Zanders Universaler Kirchengeschichte. Patmos, Düsseldorf 1995, ISBN 3-491-72324-8.
- Im Anfang war das Krokodil. Patmos, Düsseldorf 1996, ISBN 3-491-72350-7.
- Kleine Frühstücksweisheiten. Patmos, Düsseldorf 1996, ISBN 3-491-72357-4.
- Zehn Argumente für den Zölibat: Ein Schwarzbuch. Patmos, Düsseldorf 1997, ISBN 3-491-72375-2.
- Von der Leichtigkeit der Religion. Patmos, Düsseldorf 1999, ISBN 978-3-491-72413-6.
- Haus Himmelstür. Der größte Arztroman aller Zeiten. LIT, Münster 1999, ISBN 3-8258-4506-0. (zusammen mit Georg Bungter)
- Aufstieg und Fall eines Berner Artilleristen: Worin wir lernen, was welsche Treue ist und deutsche Tücke. Papiermühle, Basel 2000, ISBN 978-3-03735-095-9.
- Als die Religion noch nicht langweilig war: Die Geschichte der Wüstenväter. Kiepenheuer und Witsch, Köln 2001, ISBN 3-462-02982-7.
- Worte des Vorsitzenden Gerhard. Kleine Bibliothek, LIT, Münster 2002, ISBN 3-8258-6258-5.
- Joachim, mir graut’s vor dir! Kiepenheuer und Witsch, Köln 2004, ISBN 3-462-03369-7.
- Lob der Dummheit. 15 Reportagen mit Sinn. Gesammelte Werke Bd. 3. LIT, Münster 2005, ISBN 3-8258-5593-7.
- Warum waren die Mönche so dick? Gütersloher Verlagshaus 2005, ISBN 978-3-579-06928-9.
- Darf man über Religion lachen? Kiepenheuer und Witsch, Köln 2005, ISBN 3-462-03646-7.
- Kurzgefasste Verteidigung der Heiligen Inquisition. Gütersloher Verlagshaus, 2007, ISBN 978-3-579-06952-4.
- Die emanzipierte Nonne. Gottes unbequeme Freunde. Gesammelte Werke Bd. 4. 2. Aufl. LIT, Münster 2007, ISBN 978-3-8258-6053-0.
- Dummheit ist Sünde: Thomas von Aquin im Interview mit Hans Conrad Zander. Patmos, Düsseldorf 2009, ISBN 978-3-491-72526-3.
- Antonius für Steuerzahler: Die 14 besten Nothelfer für die moderne Seele. Gütersloher Verlagshaus, 2009, ISBN 978-3-579-06889-3.
- Von der rechten Art, den Glauben zu verlieren. Gesammelte Werke Bd. 2. 3. Aufl. LIT, Münster 2009, ISBN 978-3-88660-999-4.
- Von der frommen Kunst, beleidigt zu sein: Eine christliche Handreichung an den Islam. LIT, Münster 2009, ISBN 978-3-8258-9411-5.
- Napoleon in der Badewanne. Das Beste aus Zanders Großer Universal-Geschichte. Gesammelte Werke Bd. 5. 3. Aufl. LIT, Münster 2011, ISBN 978-3-8258-6054-7.[4]
- Der erste Single: Jesus, der Familienfeind. Gütersloher Verlagshaus, 2010, ISBN 978-3-641-05063-4.
- Seneca im Gasometer: Höchst sonntägliche Exerzitien. Gütersloher Verlagshaus, 2012, ISBN 978-3-579-06585-4.
- Warum ich unsterblich bin. Gütersloher Verlagshaus, 2013, ISBN 978-3-579-06660-8.
- ZanderFilets. Eine Kulturgeschichte des Christentums in 25 Kabinettstücken. Gütersloher Verlagshaus, Gütersloh 2015, ISBN 978-3-579-07037-7.

## Auszeichnungen
- Egon-Erwin-Kisch-Preis, 1983.